# Eugène Vallin
Pour les articles homonymes, voir Vallin.
Eugène Vallin (né à Herbéviller le 13 juillet 1856 et mort à Nancy le 21 juillet 1922) est un architecte et menuisier d'art français.

## Biographie

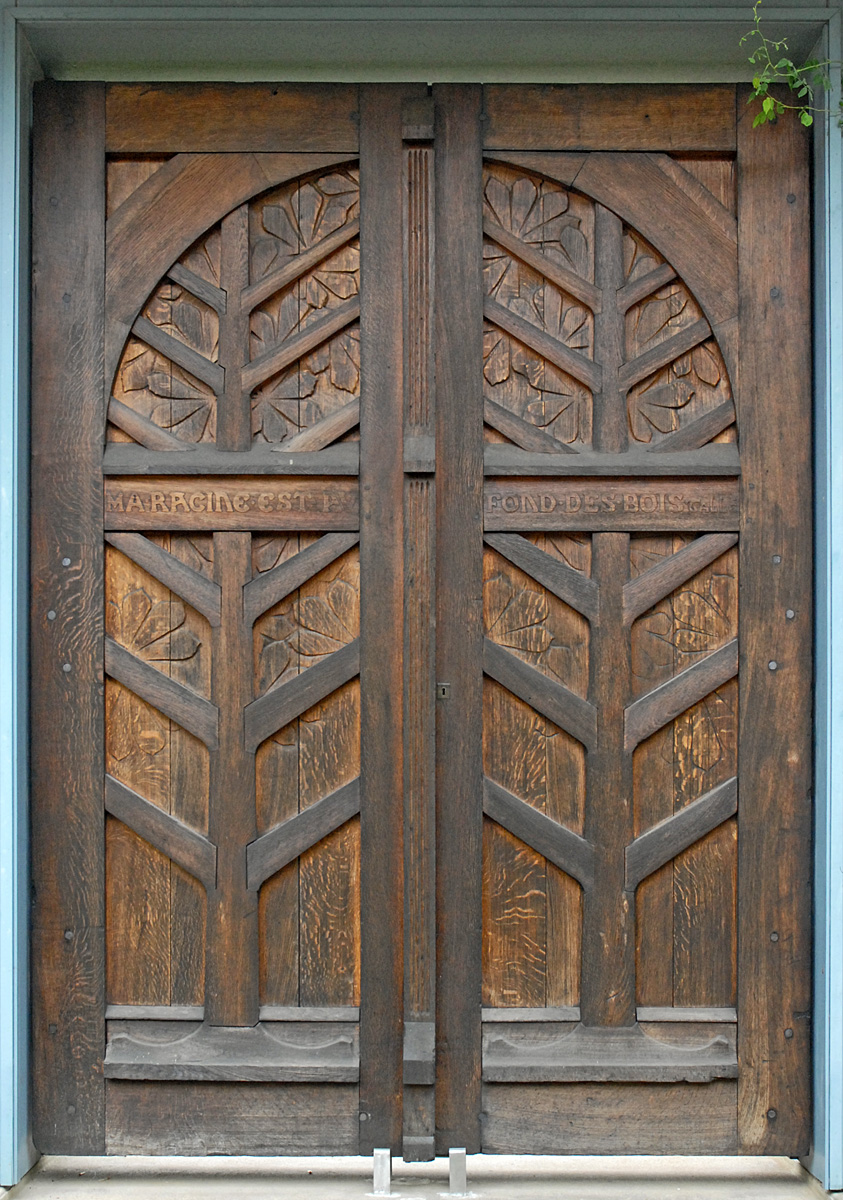
Porte des ateliers d'Émile Gallé, réalisée en 1896 par Eugène Vallin.

Il étudie à l'École des beaux-arts de Nancy. Il fait son apprentissage dans la menuiserie de son oncle qu'il reprend en 1881. Il travaille essentiellement sur le mobilier d'église, jusqu'à la fin des années 1890. C'est d'ailleurs l'essentiel de ce qu'il expose à l'Exposition d'art décoratif lorrain de 1894, sous forme de photographies réalisées par la maison Royer. Charles André le convainc d'exposer aussi un plafond en staff à structure à caissons ornés d'un treillis et de feuilles de vigne, très remarqué lors de l'exposition, qu'Eugène Vallin installe ensuite dans sa salle à manger.
Il effectue de nombreux travaux de rénovations dans les institutions publiques de Nancy sous la direction de Charles André : décoration du tribunal de Nancy, renouvellement des décors de la salle des pas perdus et de la salle des mariages de l'hôtel de ville de Nancy, reconstruction de l'hôtel de préfecture de Meurthe-et-Moselle. Ces productions sont clairement influencées par le style d'Émile Gallé, notamment dans leurs influences naturalistes.
En 1894, il candidate pour construire un monument militaire à Remiremont, mais ses deux propositions ne sont pas retenues. Il participe en revanche en 1896 à la construction du monument de la place Carnot et à celle du mausolée du capitaine Krug en 1897.
Il réalise la porte des nouveaux ateliers d'Émile Gallé. Mais c'est dans le meuble qu'il devient célèbre pour sa production à la commande : il réalise ainsi des salles à manger, des salons pour les notables  de Nancy : Eugène J.B. Corbin, Masson, Bergeret, Kronberg…
En 1895, il construit un nouvel atelier et sa maison boulevard Lobau à Nancy, qui devient le premier édifice Art nouveau de la ville avec l'aide de Georges Biet. En retour, il l'aide pour sa villa au 22, rue de la Commanderie.

Il devient, en 1901, vice-président du comité directeur de l'Alliance provinciale des industries d'art, qui devient l'École de Nancy. 

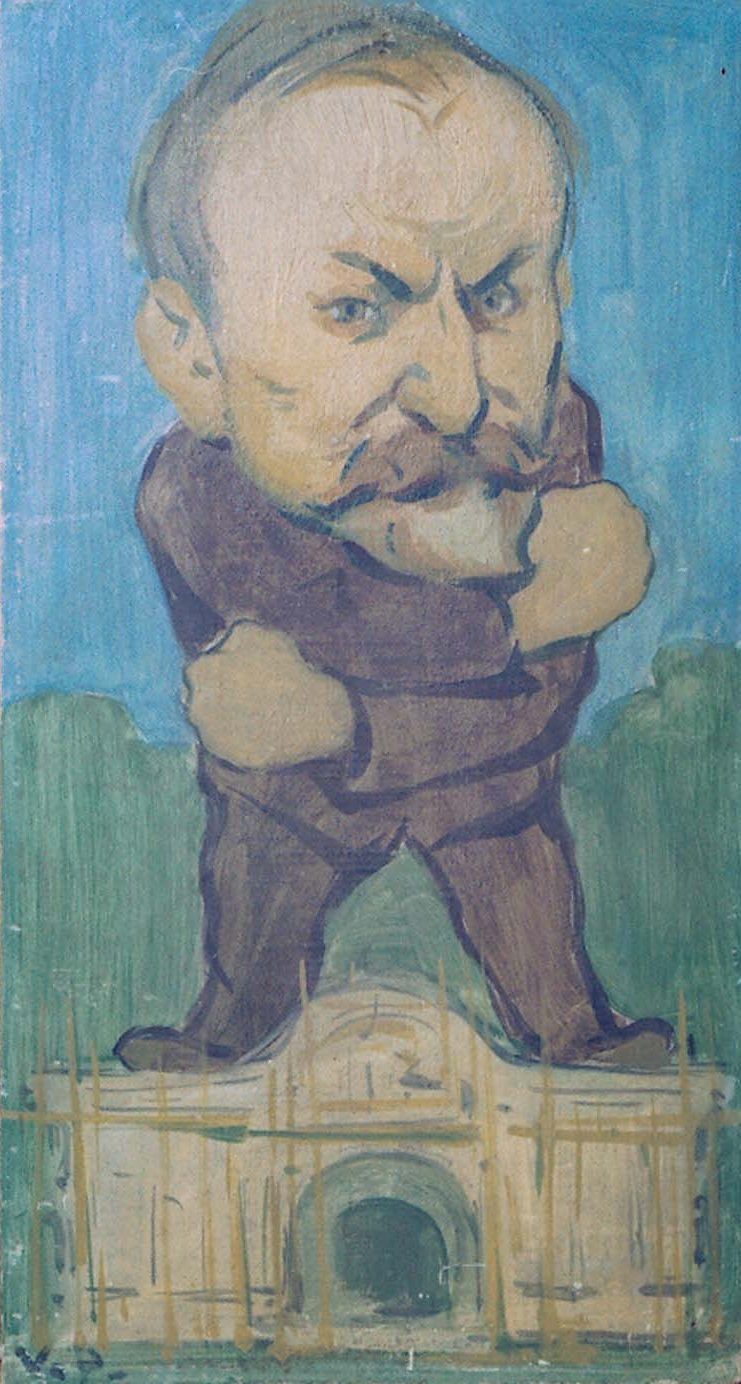
Portrait-charge d'Eugène Vallin par Victor Prouvé

Il conçoit, en 1909, le pavillon qui abrite l'École de Nancy en collaboration avec Victor Prouvé qui en a sculpté le fronton, lors de l'Exposition internationale de l'Est de la France qui a lieu à Nancy. Victor Prouvé réalise un portrait de lui, debout sur le pavillon.
En architecture, il était un des pionniers de la construction en béton d'acier, méthode qu'il utilisa pour la construction du pavillon de l'École de Nancy à l'Exposition internationale de l'Est de la France.

## Œuvres

### Mobilier d'église
Assez peu connu pour cette activité, Vallin a cependant conçu quelques buffets d'orgues pour des églises lorraines :
- en Meurthe-et-Moselle :
  - à Nancy en l'église Saint-Léon-IX de Nancy (buffet néo-gothique), église Saint-Nicolas de Nancy, église Notre-Dame-de-Bonsecours de Nancy (confessionnal de style Louis XV)[3],
  - à Lunéville (orgue de chœur de l'église Saint-Jacques),
  - à Einville-au-Jard : bancs, chaire (déposée) et boiseries du chœur,
  - à Ancerviller : bancs, chaire ;
- dans la Meuse :
  - à Euville et Saint-Mihiel (orgue de chœur en l'abbatiale Saint-Michel),
  - à Buxières-sous-les-Côtes en l'église Saint-Georges, buffet d'orgues en chêne réalisé en 1898, inscrit sur l'Inventaire supplémentaire des Monuments historiques en 1992 ;
- dans les Vosges : Thaon-les-Vosges (provenant de l'abbaye Notre-Dame d'Autrey).

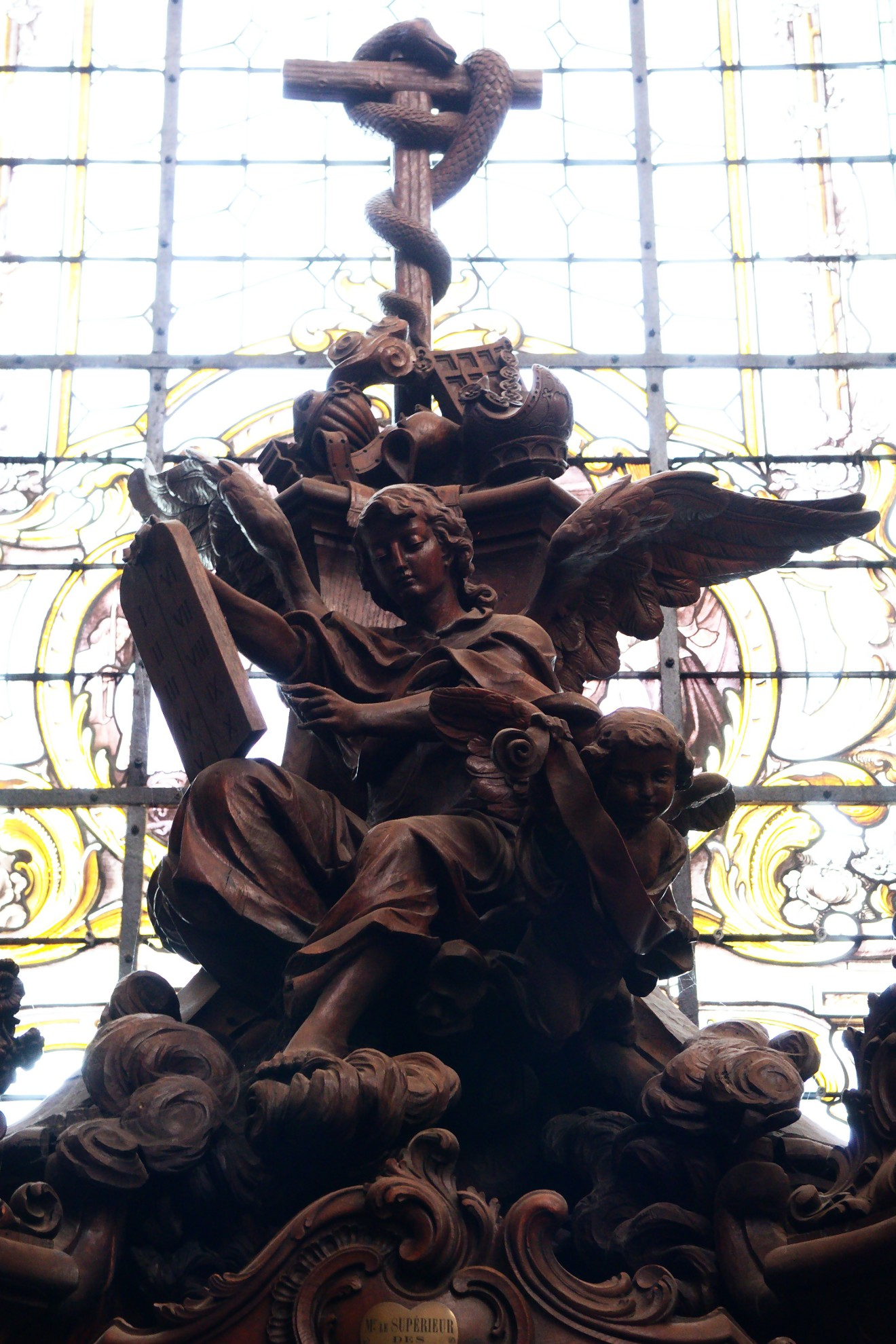
Confessionnal de Notre-Dame-de-Bonsecours.
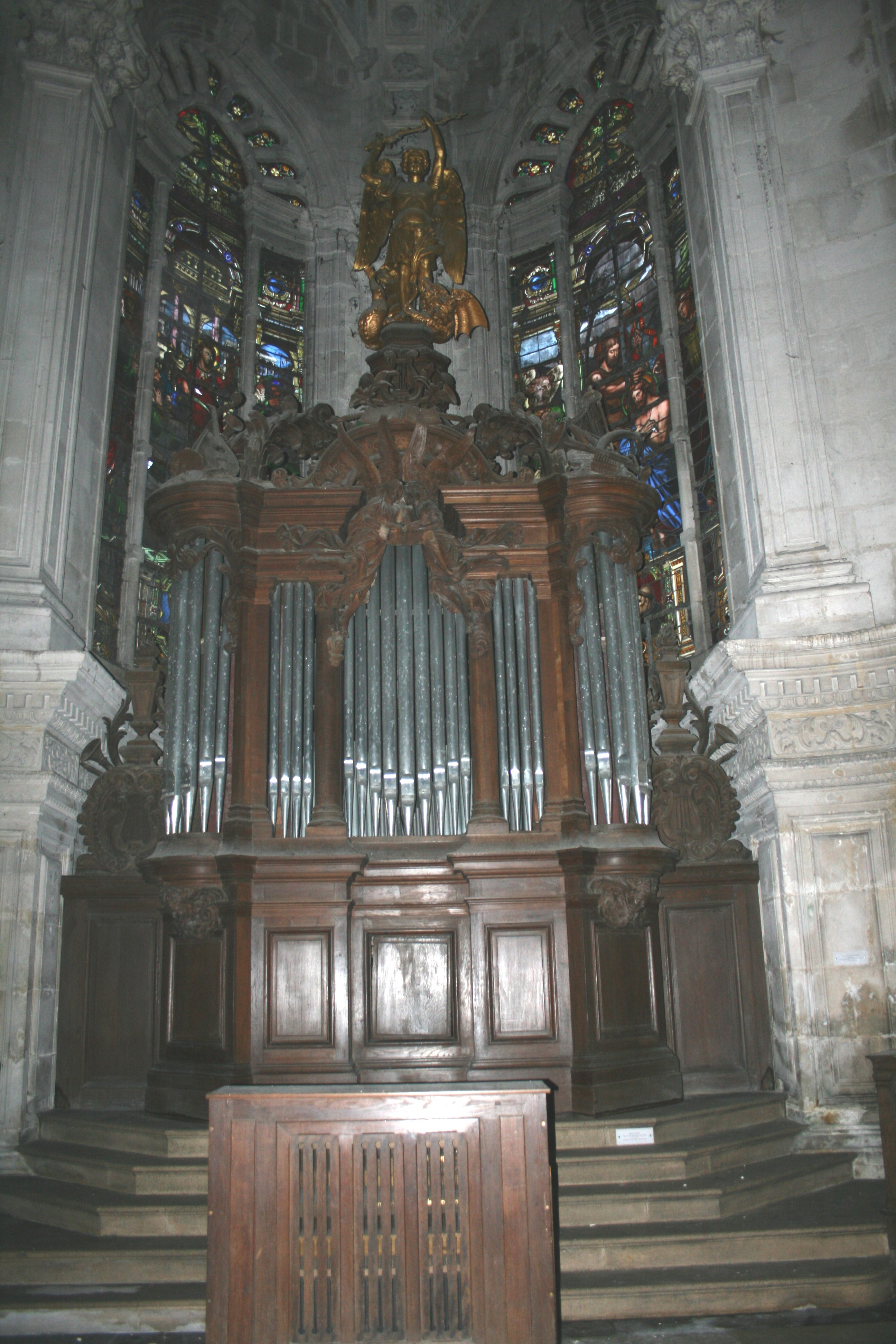
abbaye de st mihiel.
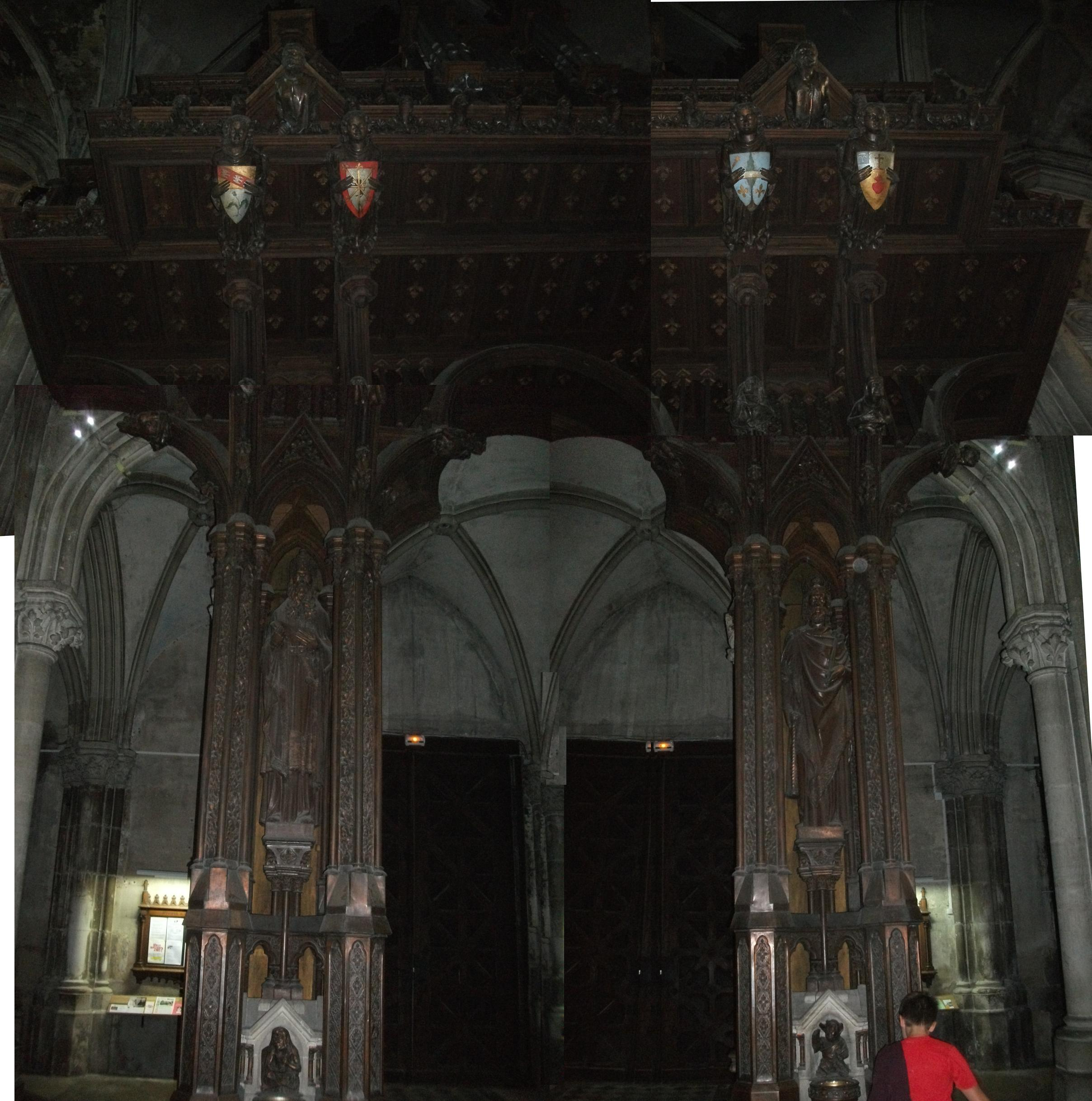
support armorié et ouvragé de l'orgue de l'église Saint-Léon-IX.

### Architecturales
- Maison et Atelier Vallin construits en 1895 au n° 6-8 boulevard Lobau à Nancy
- Maison du peuple construite en 1902 au n° 2 rue Drouin à Nancy
- Immeuble Georges Biet construit en 1902 en collaboration avec Georges Biet au n° 22 rue de la Commanderie à Nancy
- Hôtel de ville d'Euville construit en 1901-1903 en collaboration avec Henry Gutton et Joseph Hornecker
- Immeuble Margo construit en 1906 en collaboration avec Paul Charbonnier au n° 86 rue Stanislas à Nancy
- Pharmacie Malard construite en 1907 au n° 23 place Charles-de-Gaulle à Commercy

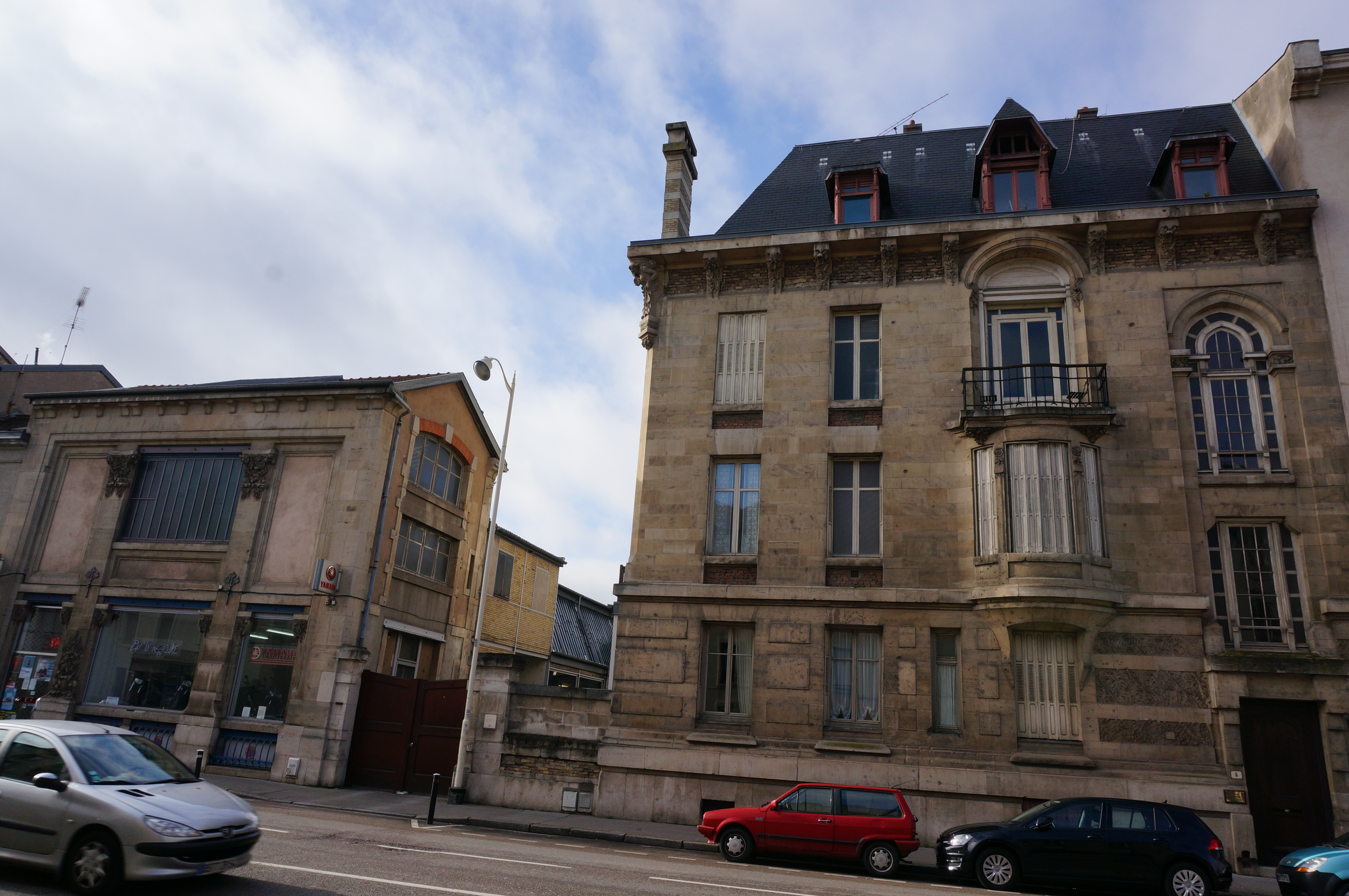
Maison et atelier Vallin.
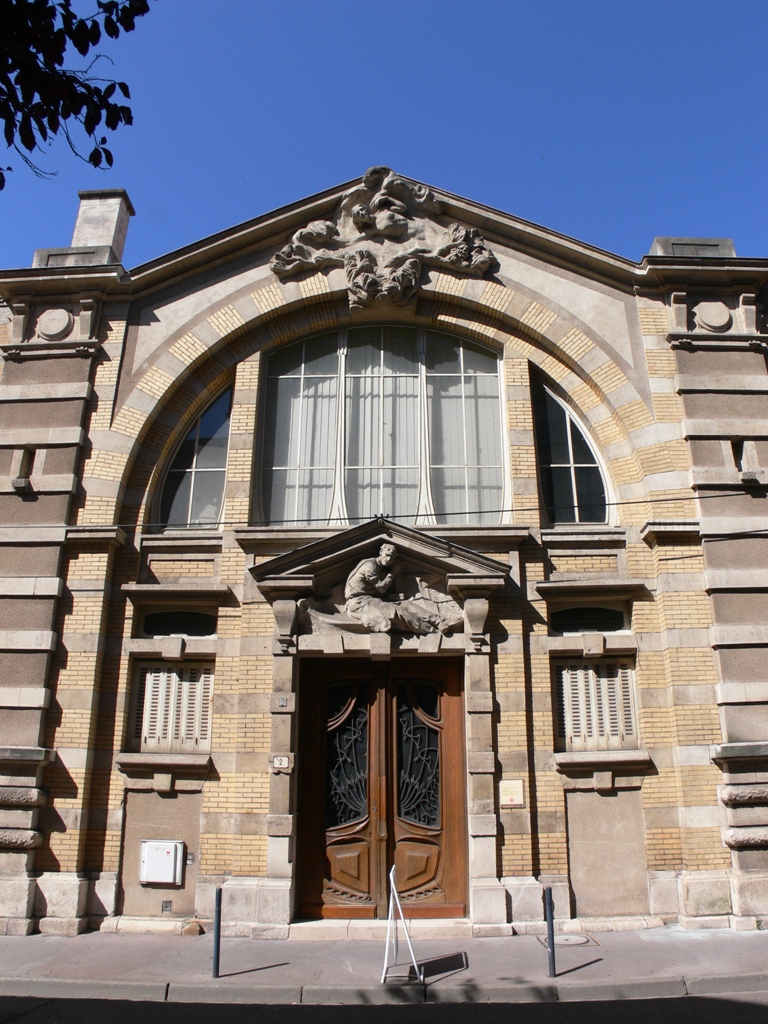
Maison du Peuple.
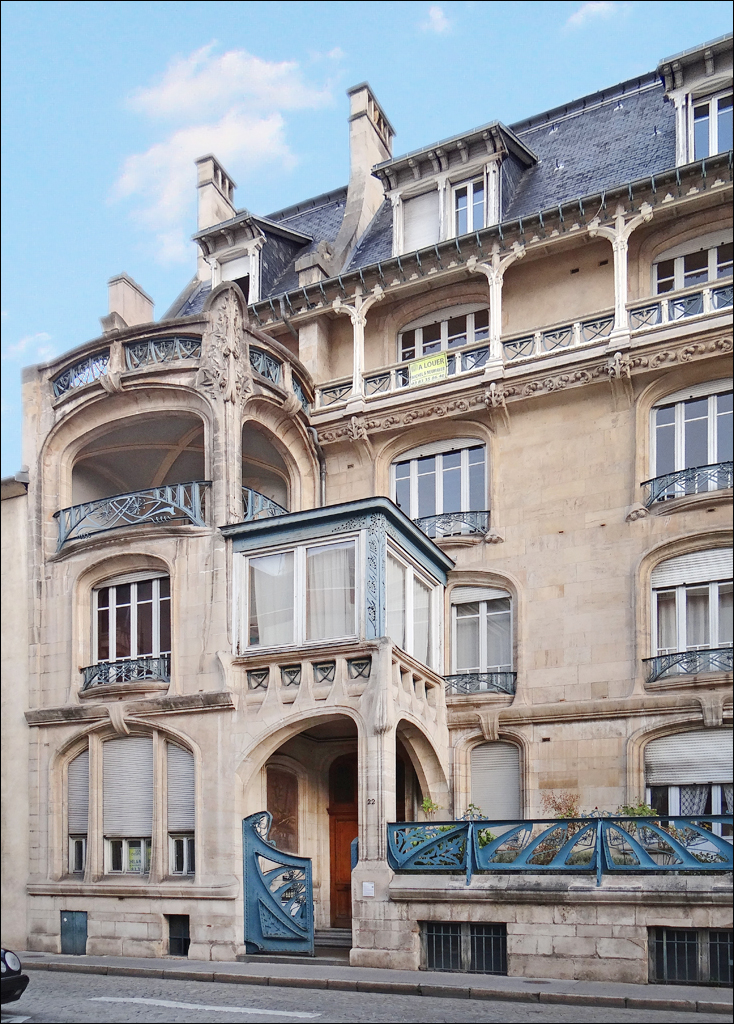
Immeuble Georges Biet.
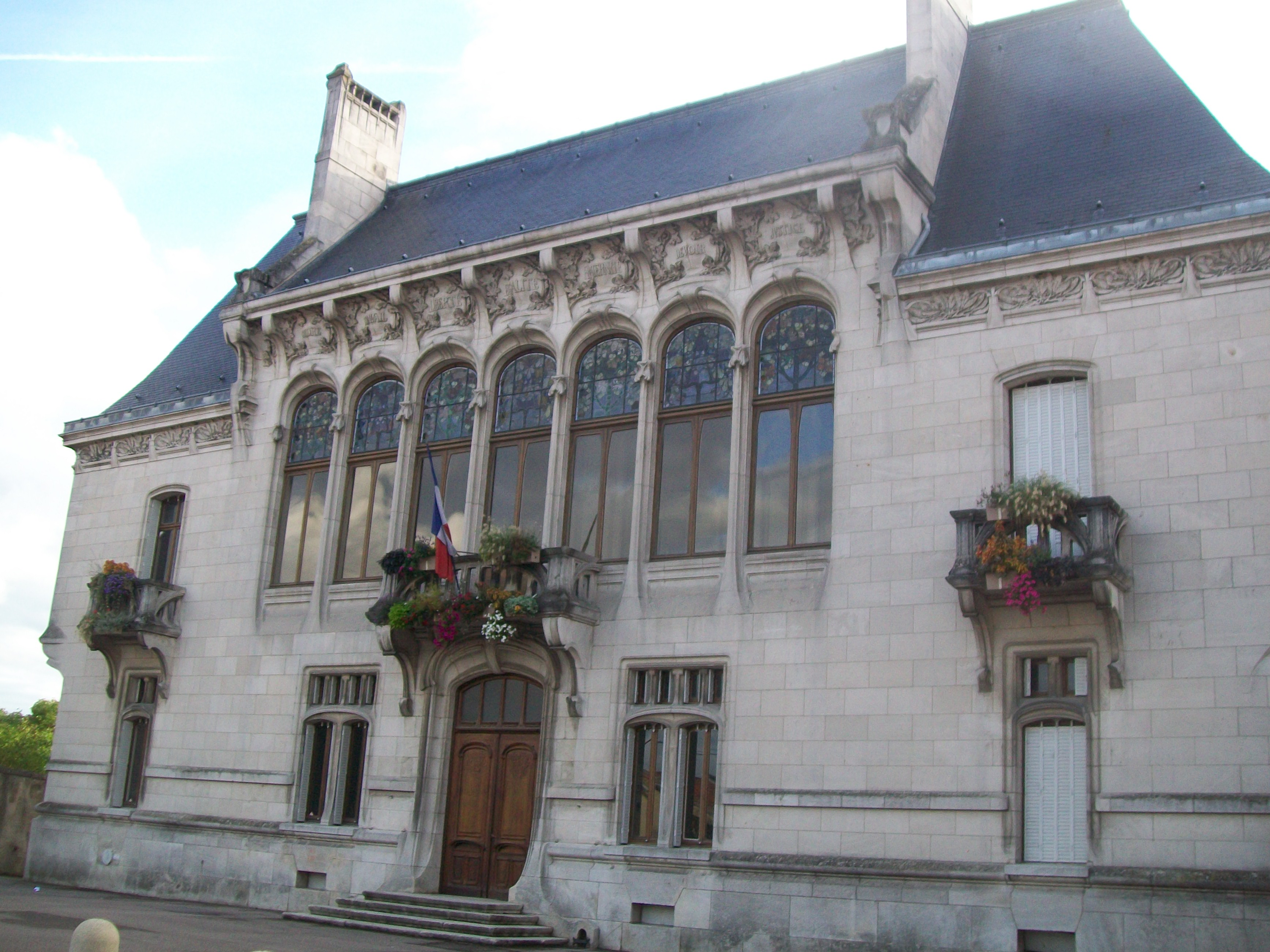
Hôtel de ville d'Euville.
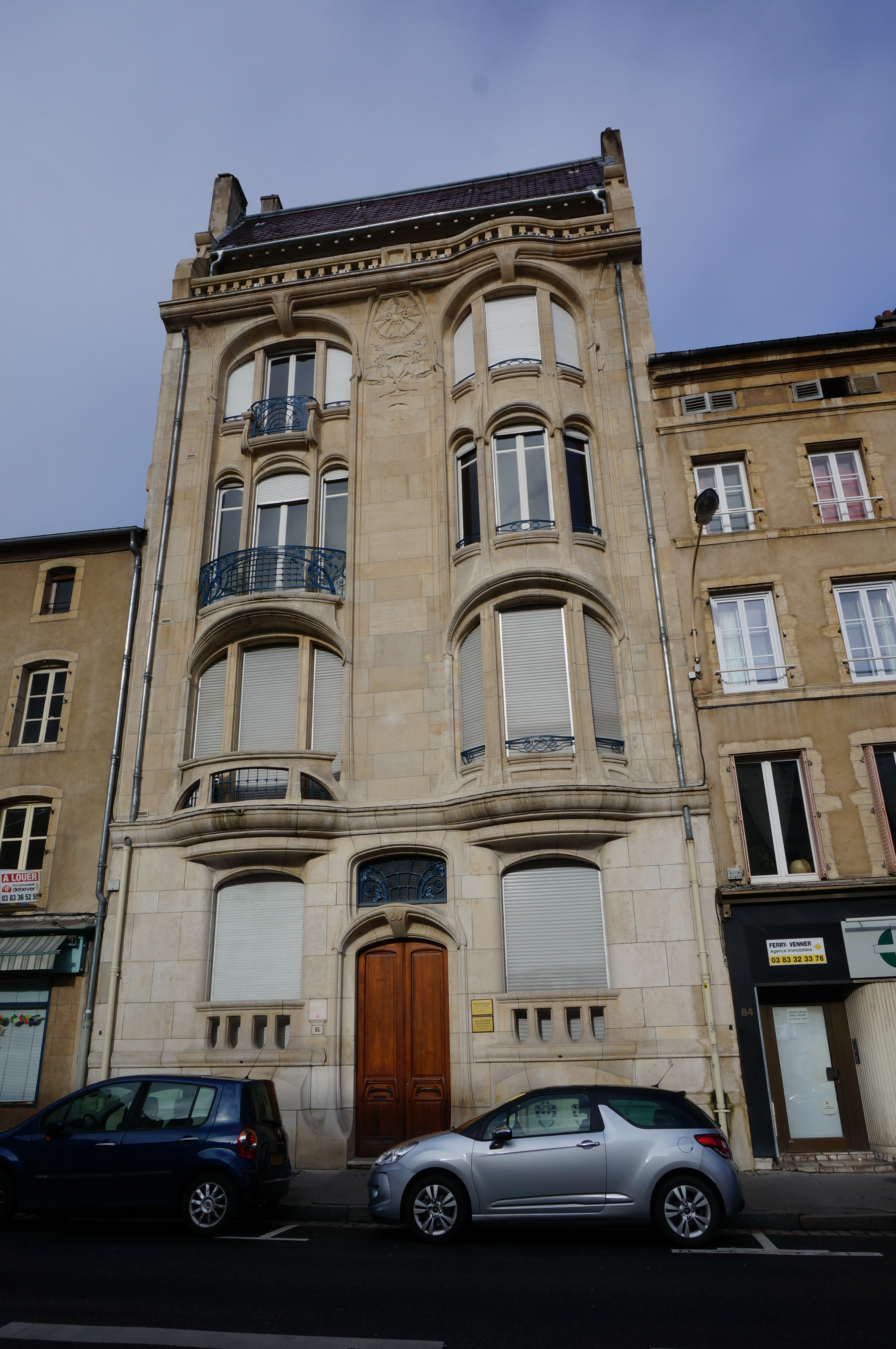
Immeuble Margo.
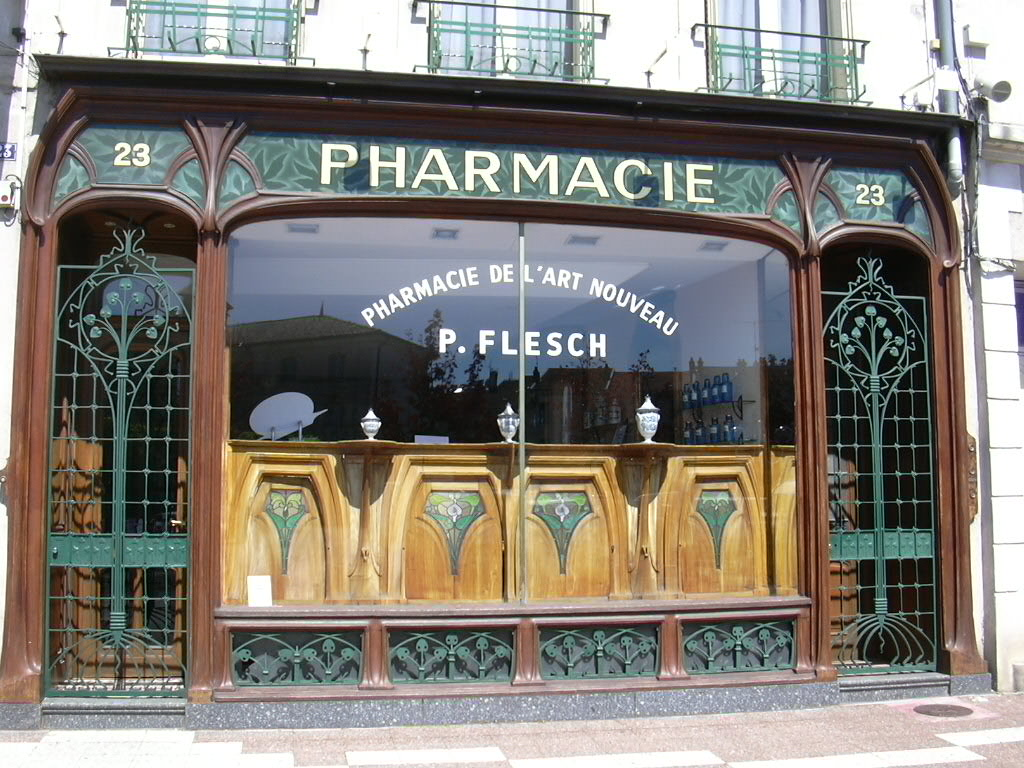
Pharmacie Malard.

### Ébénisterie

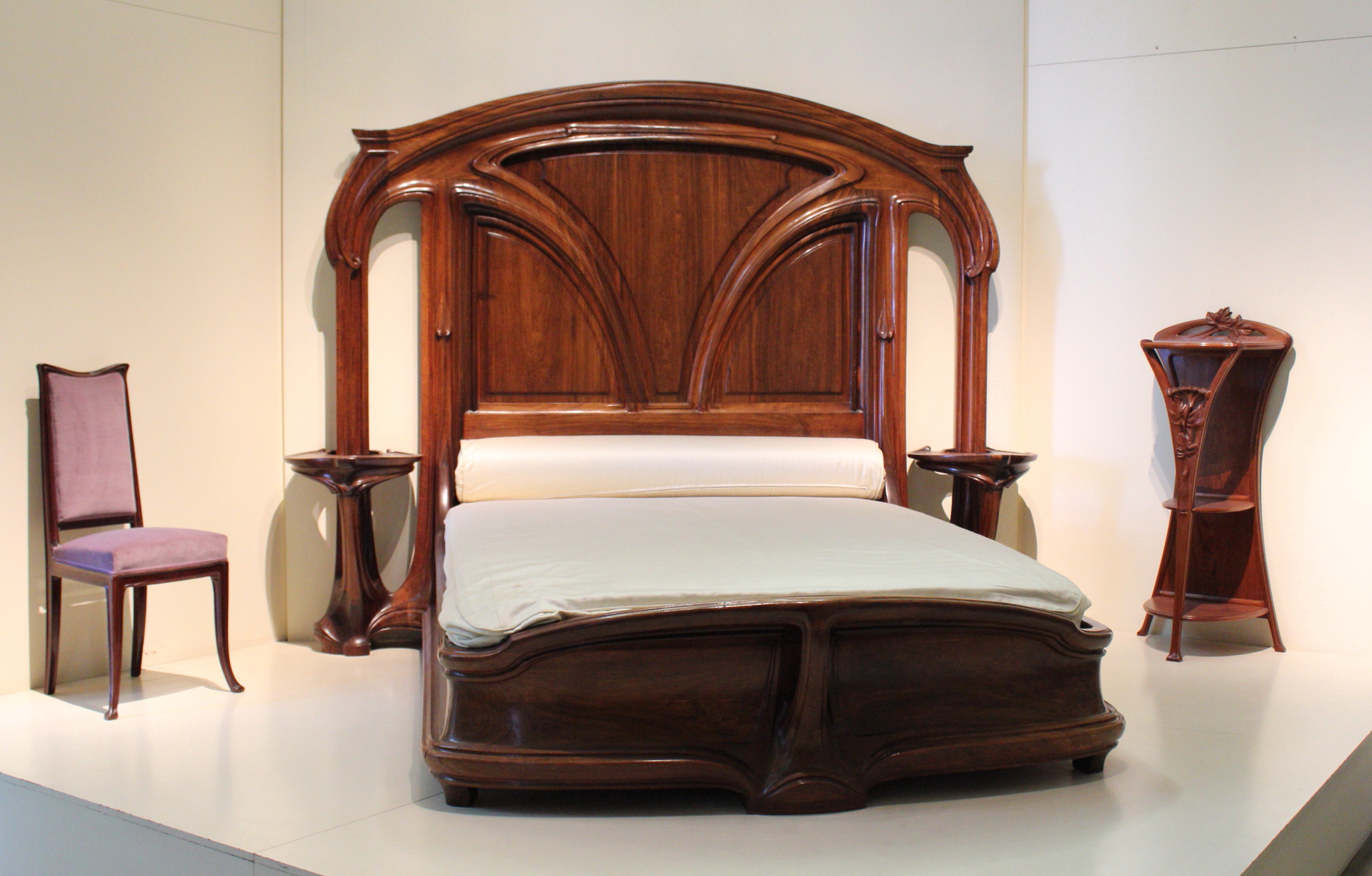
Lit et table de nuit musée d'Orsay
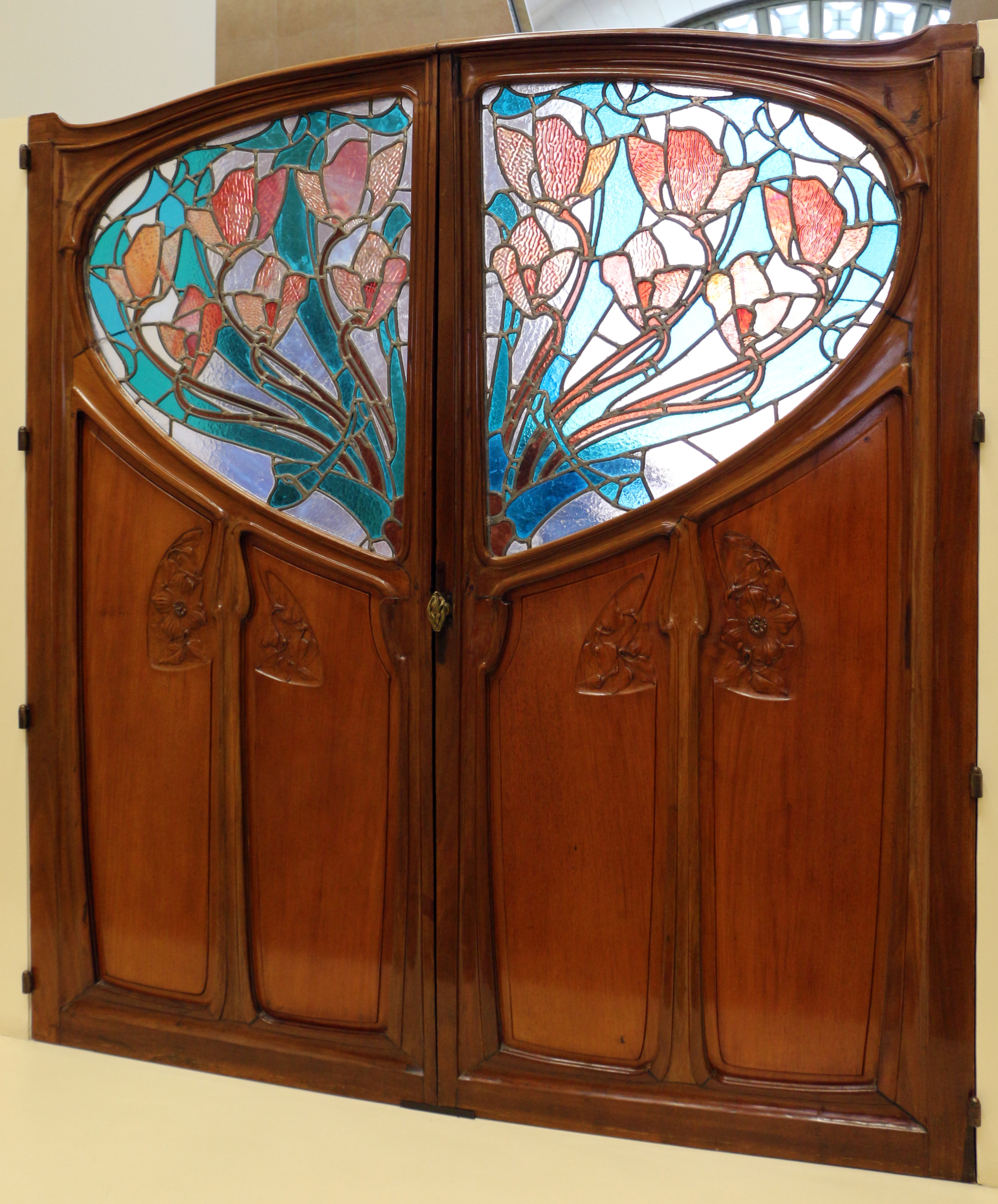
Porte réalisée en collaboration avec Émile André musée d'Orsay.
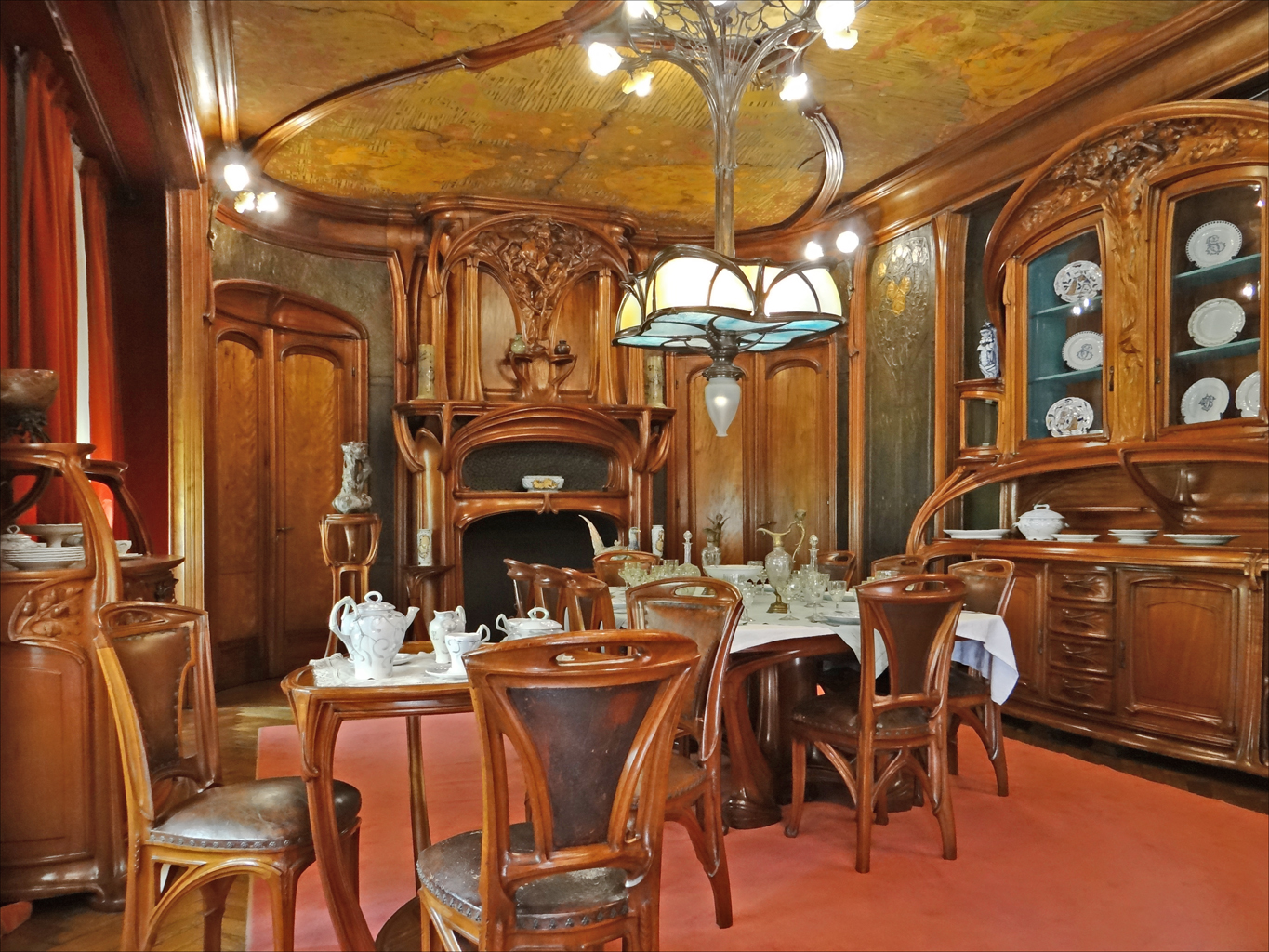
Salle à manger musée de l'École de Nancy
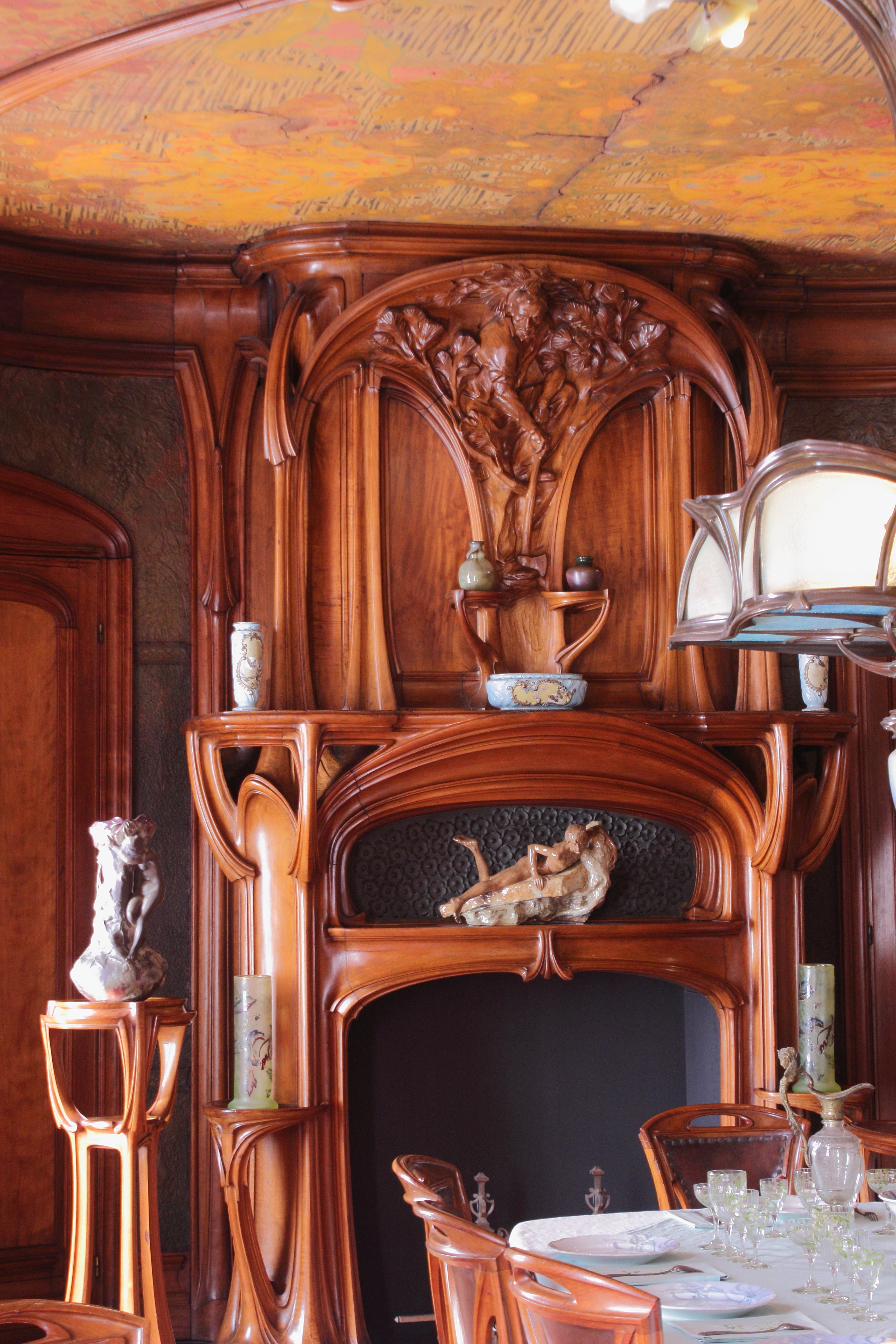
Détail de la salle à manger musée de l'École de Nancy.

## Élèves
- Paul Colin
- Hector Michaut